# 順徳公主
順徳長公主（じゅんとくちょうこうしゅ、永楽18年（1420年） − 正統8年1月17日（1443年2月16日））は、明の宣徳帝の長女（第一子）。母は恭譲皇后胡善祥。

## 経歴
宣徳3年（1428年）、母の胡善祥は病の上に男子がないという理由で廃されたが、公主の生活待遇は変わらなかった。
正統2年（1437年）、公主は石璟に降嫁した。正統8年（1443年）正月17日、公主は子供をもうけずに薨じた。2頃50畝の土地を墓所にして賞賜し、黒石山に葬られた。胡善祥はその後まもなく亡くなった。

## 伝記資料
- 『明故駙馬都尉石璟墓志銘』
- 『国榷』